# Нецкарж, Станислав
Станислав Нецкарж (чеш. Stanislav Neckář; 22 декабря 1975, Писек, Чехословакия) — бывший чешский хоккеист, защитник. Обладатель Кубка Стэнли 2004 года в составе «Тампа Бэй Лайтнинг», чемпион мира 1996 года.

## Игровая карьера

### Клубная карьера
В 1994 году «Оттава Сенаторз» выбрала Нецкаржа на драфте НХЛ во втором раунде.
27 ноября 1998 года «Оттава» обменяла Нецкаржа в «Нью-Йорк Рейнджерс» на защитника Билла Берга и право выбора во втором раунде драфта 1999 года (позднее доставшееся Анахайму, который выбрал защитника Джордана Леопольда).
23 марта 1999 года «Рейнджерс» обменяли Нецкаржа в «Финикс Койотис» на защитника Джейсона Доига и право выбора в шестом раунде драфта 1999 года.
5 марта 2001 года «Финикс» обменял Нецкаржа и вратаря Николая Хабибулина в «Тампа Бэй Лайтнинг» на защитника Пола Мару, нападающих Майка Джонсона и Руслана Зайнуллина и право выбора во втором раунде драфта 2001 года, ранее принадлежавшее «Нью-Йорк Айлендерс».
26 ноября 2003 года Нецкарж перешёл в «Нэшвилл Предаторз» в качестве свободного агента. 29 ноября на тренировке Нецкарж травмировал пах, из-за чего был вынужден пропустить большую часть сезона 2003/04.
9 марта 2004 года «Нэшвилл» обменял Нецкаржа в «Тампу» на право выбора в шестом раунде драфта 2004 года. В составе «Тампы» Нецкарж сыграл два матча финальной серии Восточной конференции против «Филадельфии». Несмотря на это, его имя было нанесено на Кубок Стэнли.
16 декабря 2004 года Нецкарж перешёл в клуб второй чешской лиги «Ческе-Будеёвице». Он помог своему родному клубу выйти в чешскую Экстралигу после годичного перерыва. Следующий сезон Нецкарж провел в шведском «Сёдертелье». Завершил карьеру после окончания сезона 2005/2006.

## Достижения

### Командные
НХЛ
| Год  | Команда            | Достижение   |
| ---- | ------------------ | ------------ |
| 2004 | Тампа Бэй Лайтнинг | Кубок Стэнли |

Чешская первая лига
| Год  | Команда         | Достижение                |
| ---- | --------------- | ------------------------- |
| 2005 | Ческе-Будеёвице | Чемпион первой лиги Чехии |

Международные
| Год  | Команда              | Достижение                                   |
| ---- | -------------------- | -------------------------------------------- |
| 1993 | Чехословакия (до 20) | Бронзовый призёр молодёжного чемпионата мира |
| 1996 | Чехия                | Чемпион мира                                 |

- Список достижений приведён по данным сайта Eliteprospects.com.